# Gonzalo Peillat
Gonzalo Peillat (Buenos Aires, 12 augustus 1992) is een Argentijns hockeyer. Hij werd in januari 2015 tijdens de World Hockey Player of the Year-verkiezing uitgeroepen tot talent van het jaar 2014. Peillat kreeg als kind de bijnaam La Hacha (De Bijl) omdat hij op sticks van andere spelers sloeg.
Peillat kwam tot december 2018 uit voor de nationale Argentijnse hockeyploeg. Hij maakte onder meer deel uit van de selecties voor de Olympische Spelen in 2012 en het Wereldkampioenschap in 2014. Op het wereldkampioenschap komt de, tot dan toe vrij onbekende international, tot 10 doelpunten. Hiermee wordt hij topscorer van het toernooi en verdient hij een transfer naar de Nederlandse club HGC uit Wassenaar. Peillat is een strafcornerspecialist. Na twee jaar HGC vertrok Peillat naar de Duitse club Mannheimer HC, waar hij een lucratiever contract ondertekende.
In februari 2022 verwierf Peillat het Duits staatsburgerschap en kreeg van de FIH toestemming om voor het Duitse nationale team uit te komen. Peillat was, na onenigheid met de bondscoach van Argentinië, sinds december 2018 niet meer opgeroepen voor de Argentijnse nationale ploeg.

## Erelijst
- 2023 –  Wereldkampioenschap (mannen) in Bhubaneswar en Rourkela
- 2016 –  Olympische Spelen in Rio de Janeiro

## Onderscheidingen
- 2014 – FIH Junior Player of the World